# Ana María Pollo Zorita
Ana María Pollo Zorita es una bióloga española. Se ha especializado en el estudio de los isópodos terrestres de la península ibérica.

## Especiesdescritas
- Acaeroplastes amicitiae
- Porcellionides elegans
- Proporcellio guadalajarensis